# Clytobius
Clytobius is een kevergeslacht uit de familie van de boktorren (Cerambycidae). De wetenschappelijke naam van het geslacht werd voor het eerst geldig gepubliceerd in 1951 door Gressitt.

## Soorten
Clytobius is monotypisch en omvat slechts de volgende soort:
- Clytobius davidis (Fairmaire, 1878)